# Zimri-Lim
Zimri-Lim (fl. XVIII secolo) è stato un re di Mari, che regnò circa dal 1779 al 1757 a.C..

## Biografia
Egli era figlio ed erede di Iakhdunlim, ma fu costretto a fuggire a Yamkhad quando suo padre fu assassinato dai propri servi. La città fu allora occupata da Shamshi-Adad I, re di Assur, che pose sul trono il figlio Yasmah-Adad. Poco dopo la morte di Shamshi-Adad I, Zimri-Lim ritornò dall'esilio e, con l'aiuto di Yarim-Lim, re di Yamkhad, riuscì a deporre Yasmah-Adad. 
Zimri-Lim regnò per circa vent'anni e si impegnò in numerose campagne militari per stabilire la propria supremazia nelle limitrofe aree lungo l'Eufrate e nella valle di Khabur. 
Ampliò notevolmente il palazzo reale che divenne, probabilmente, il più grande dell'epoca, e fu senza dubbio motivo di invidia per molti sovrani. Nel 1764 a.C. circa si alleò anche con Hammurabi nella battaglia contro Eshnunna. 
La vita privata di Zimri-Lim ci è nota grazie alle tavolette pervenuteci nell'archivio di Mari. Egli sposò Shibtu, una principessa di Yamkhad, ed ebbe ben otto figlie da diverse mogli. Molte delle sue figlie erano sposate con sovrani locali, e altre due divennero sacerdotesse. La corrispondenza tra il re e le sue figlie è prova del fatto che Zimri-Lim aveva un'alta opinione delle donne, e le reputava competenti per prendere decisioni anche politiche, come si evince dal fatto che pose la figlia Kiru a capo di una vicina città. 
Nel 1757 a.C. Hammurabi conquistò Mari (anche se forse la città si arrese senza combattere) nonostante la precedente alleanza. Da questo momento Zimri-Lim scompare dallo scenario storico, e si pensa che fu assassinato.